# Arusi-ye Khuban
Arusi-ye Khuban (persa: عروسی خوبان, "el matrimoni dels beneïts") és una pel·lícula iraniana del 1988 escrita i dirigida per Mohsen Makhmalbaf.

## Argument
Haji, un jove soldat veterà de la Guerra Iran-Iraq, no pot adaptar-se a la vida civil després de la seva sortida de l'hospital. S'hauria de casar amb la seva promesa que li havien promès abans de la guerra.

## Repartiment
- Mahmud Bigham : Haji
- Roya Nonahali : la promesa
- Ebrahim Abadi